# Дифузне випромінювання неба

Спектр дифузного випромінювання блакитного неба. В спектрі видно фраунгоферові спектральні лінії сонячного випромінювання і смуги поглинання води.

Дифузне випромінювання неба — сонячне випромінювання, що досягає земної поверхні після того, як воно було розсіяно на молекулах або твердих частинках в атмосфері. З усього випромінювання Сонця, що розсіюється в атмосфері, близько двох третин зрештою досягає Землі як дифузне випромінювання (якщо Сонце розташовується високо над горизонтом, розсіюється не менше 25 % впадного випромінювання).
Основні механізми розсіювання світла в атмосфері (розсіювання Релея, розсіювання Мі) є пружними, тобто при цьому відбувається зміна напрямку випромінювання, без зміни довжини хвилі.

## Чому небо блакитне?
Небо виглядає блакитним з тієї причини, що повітря розсіює світло з короткою довжиною хвилі сильніше довгохвильового випромінювання світла. Інтенсивність розсіювання Релея, обумовленого флуктуаціями кількості молекул газів повітря в обсягах, порівнянних з довжинами хвиль світла, пропорційно {\displaystyle 1/\lambda ^{4}}, {\displaystyle \lambda } — довжина хвилі, тобто фіолетова ділянка спектра видимого світла розсіюється приблизно в 10 разів інтенсивніше червоного. Оскільки випромінювання синього кольору має коротшу довжину хвилі, в кінці видимого спектра, він більше розсіюється в атмосфері, ніж червоний. Завдяки цьому ділянка неба поза напрямком на Сонце має блакитний колір (але не фіолетовий, бо інтенсивність випромінювання в сонячному спектрі нерівномірна і інтенсивність у фіолетовій ділянці спектра в ньому менше, а також внаслідок меншої чутливості ока до фіолетового кольору і більшої до синього, який подразнює не тільки чутливі до синього кольору колбочки в сітківці, але і чутливі до червоних і зелених променів).
Під час заходу сонця і до світанку пряме сонячне світло проходить по дотичній до земної поверхні, отже шлях, який проходить світло в атмосфері, стає набагато більшим, ніж вдень. Через це велика частина синього і навіть зеленого світла розсіюється в боки з прямого сонячного світла, тому пряме світло сонця, а також освітлювані ним хмари і небо поблизу горизонту забарвлюються в червоні тони.
Ймовірно, при іншому складі атмосфери, наприклад, на інших планетах колір неба, зокрема й при заході світила, може бути іншим. Наприклад, колір неба на Марсі червонувато-рожевий.
Розсіяння і поглинання — головні причини ослаблення інтенсивності світла в атмосфері. Розсіяння змінюється як функція від відношення діаметра розсіювальної частинки до довжини хвилі світла. Коли це відношення менше 1/10, виникає релеївське розсіювання, при якому коефіцієнт розсіювання пропорційний {\displaystyle 1/\lambda ^{4}}. При великих відношеннях розміру розсіювальних частинок до довжини хвилі закон розсіювання змінюється згідно з рівнянням Гюстава Мі; коли ж це відношення більше 10, з достатньою для практики точністю застосовні закони геометричної оптики.

## Під захмареним небом
При похмурій погоді велика частина прямого сонячного світла до землі не доходить. Те, що доходить, заломлюють водяні краплі, зважені в повітрі. Крапель багато, і кожна має свою форму і, отже, заломлює по-своєму. Тобто хмари розсіюють світло від неба, і в результаті до землі доходить біле світло. Якщо хмари мають великі розміри, то частина світла поглинається, і колір неба сірий.
Випромінювання при розсіюванні не дуже змінюється за спектральним складом: краплі води в хмарах більші за довжину хвилі, тому весь видимий спектр (від червоного до фіолетового) розсіюється приблизно однаково. За інтенсивністю випромінювання змінюється (оцінка) від 1/6 інтенсивності прямого сонячного світла для відносно тонких хмар до 1/1000 для найтовстіших грозових хмар.

## Реперні точки
Оскільки при релеївському розсіюванні розсіяне світло повністю або частково є поляризованим (залежно від кута розсіювання), на небесній півсфері існують чотири точки, випромінювання з яких неполяризоване.
- Точка Араго (А), названа на честь відкривача, це точка, яка в повітрі без серпанку і туману розташована на 20° вище протисонячної точки, а в туманному повітрі розташована вище. Тому за її положенням визначають ступінь затуманення атмосфери.
- Точка Бабіне (Ba), відкрита Жаком Бабіне в 1840 р., розташована на 15°-20° вище Сонця, але її важко спостерігати внаслідок близькості сонячного диска.
- Точка Брюстера (Br), відкрита Брюстером в 1840 р., розташована на 15°-20° нижче Сонця, але її важко спостерігати внаслідок близькості сонячного диска.
- Четверта точка (IV), відкрита при спостереженні з висотних літаків. Розташовується на 20° нижче протисонячної точки.

## Фотографії

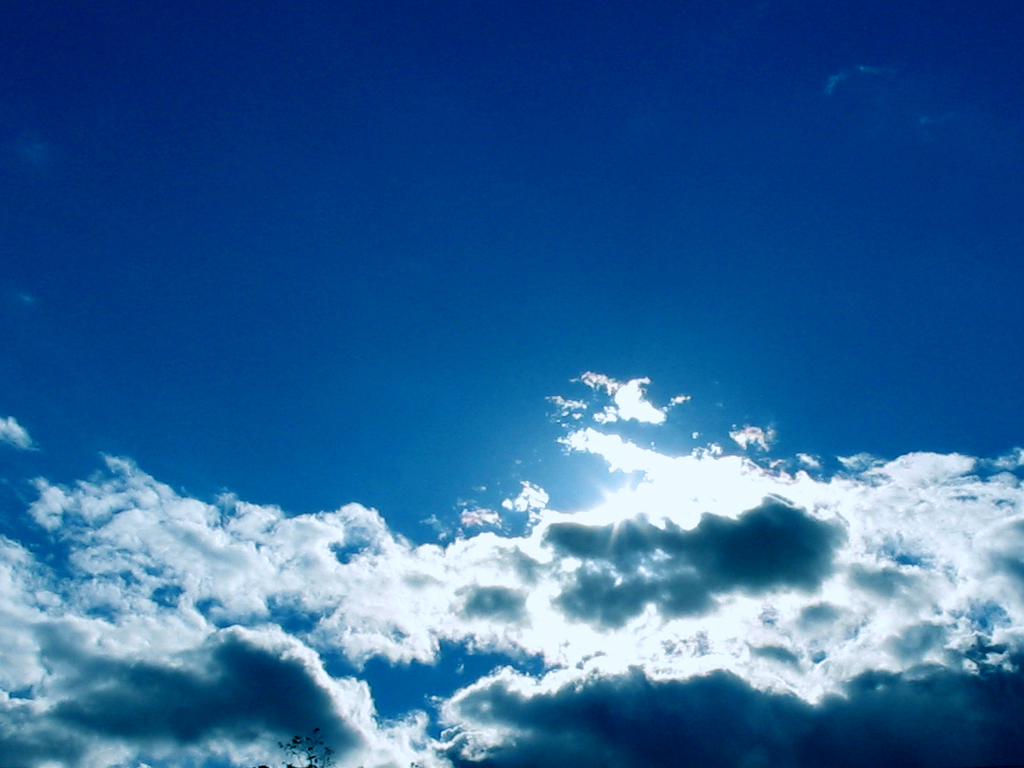
Синє небо з білими хмарами.
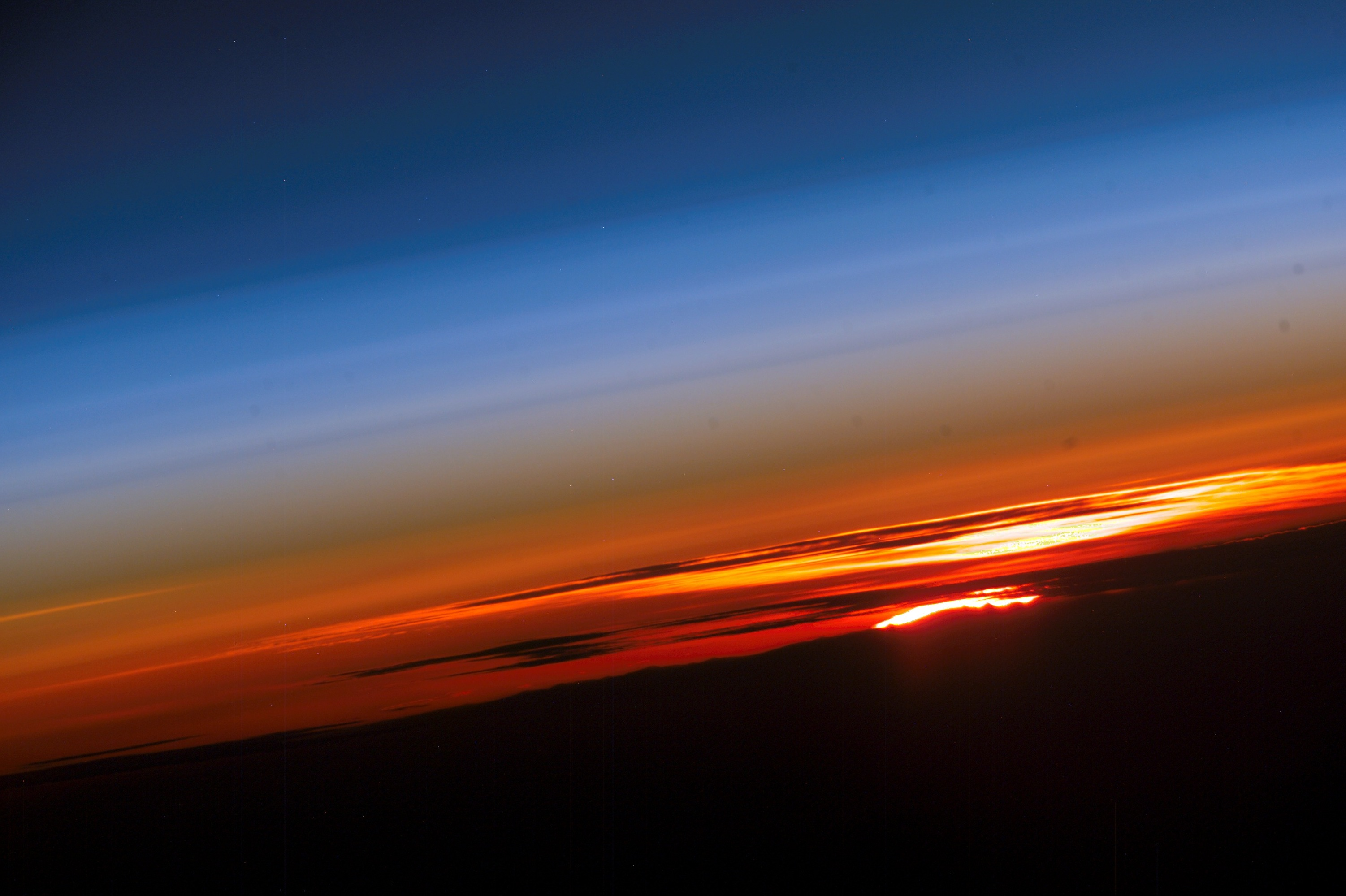
Захід сонця. Червоне небо поблизу сонця градієнтно переходить у синє.
Хмарне небо. Синій колір неба розсіюється на серпанку, але не повністю. Звідси голубуватий відтінок
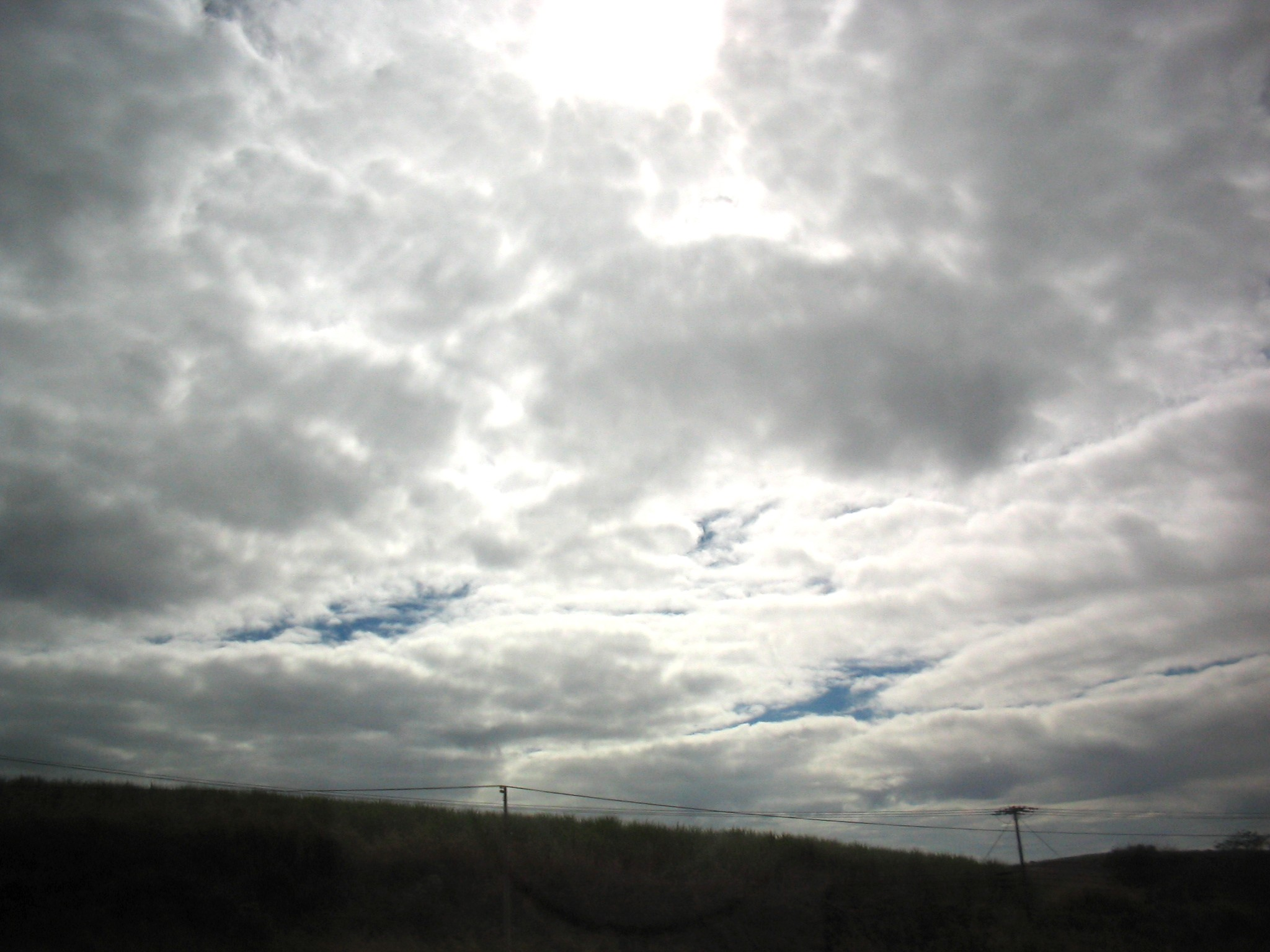
Небо, затягнуте сірими хмарами.
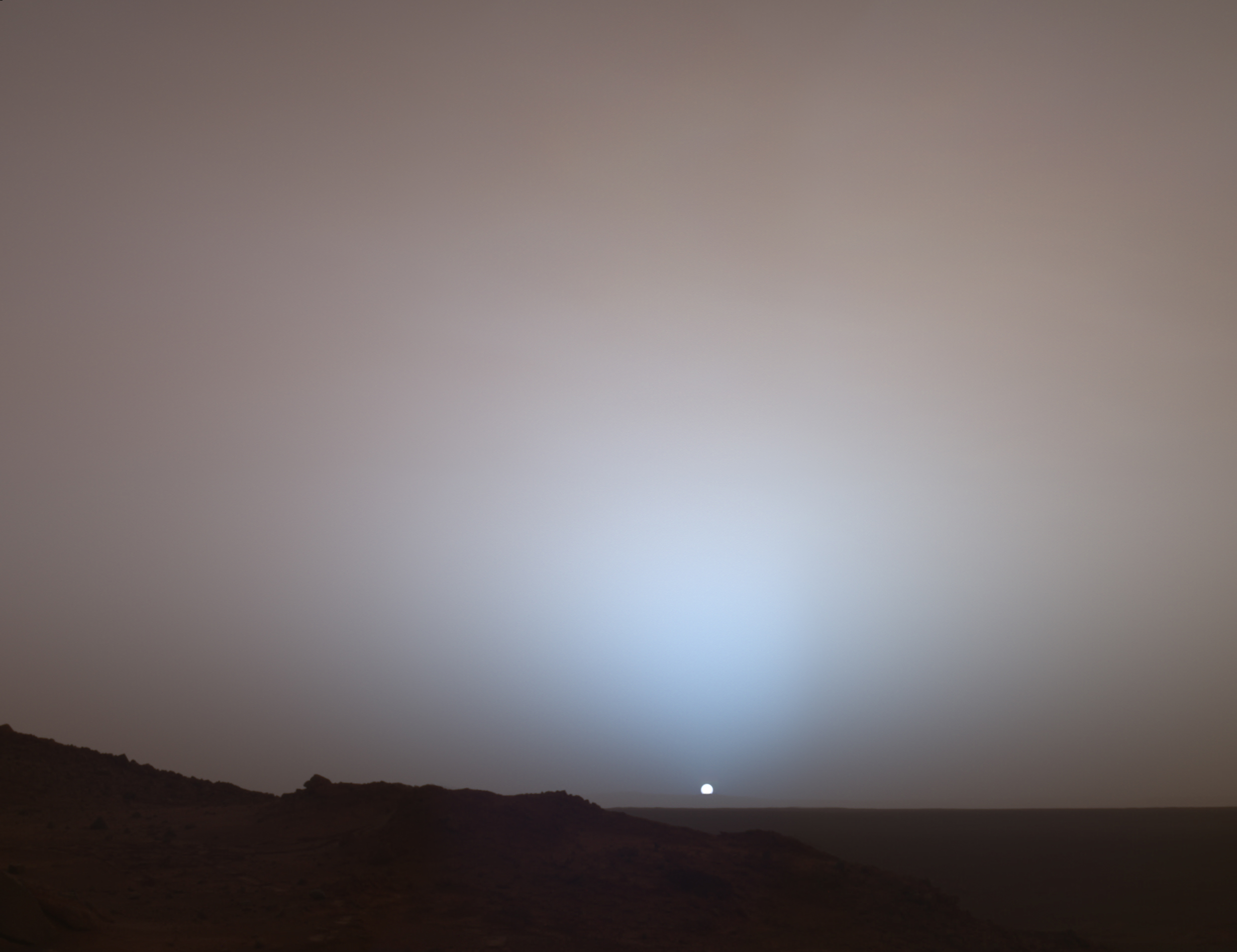
Захід сонця на Марсі.